# Amozoc de Mota
Amozoc de Mota är en ort i Mexiko.   Den ligger i kommunen Amozoc och delstaten Puebla, i den sydöstra delen av landet, 120 km öster om huvudstaden Mexico City. Amozoc de Mota ligger 2 316 meter över havet och antalet invånare är 77 106.
Terrängen runt Amozoc de Mota är kuperad åt sydost, men åt nordväst är den platt. Runt Amozoc de Mota är det ganska glesbefolkat, med 40 invånare per kvadratkilometer. Närmaste större samhälle är Puebla de Zaragoza, 16,7 km väster om Amozoc de Mota. Trakten runt Amozoc de Mota består i huvudsak av gräsmarker.